# Гельмут Фельмі
Гельмут Фельмі (нім. Hellmuth Felmy; 28 травня 1885, Берлін — 14 грудня 1965, Дармштадт) — німецький воєначальник, генерал авіації. Кавалер Німецького хреста в золоті.

## Біографія
18 жовтня 1904 року вступив в 61-й піхотний полк. З 1 грудня 1908 року — ад'ютант батальйону свого полку. Пройшов курс льотчика (1913), а також закінчив Військову академію (1914). Учасник Першої світової війни, льотчик-винищувач. З 15 січня 1915 року — командир 51-го польового авіаційного з'єднання, з 14 липня 1916 року — 300-го авіасполучення «Паша», з 10 квітня 1918 року — 256-го авіаз'єднання. 1 червня 1918 року переведений в Імперське колоніальне управління. З 31 грудня 1918 року начальник льотного училища в Любеку.
Після демобілізації армії залишений у рейхсвері, служив в автомобільних частинах, командир роти. З 1 жовтня 1921 року служив в штабі 5-ї дивізії, 1 жовтня 1924 року переведений у Військове управління (прообраз Генштабу). З 1 квітня 1931 по 31 березня 1933 року — начальник штабу військово-технічних училищ. З 1 серпня 1933 року — командир 17-го піхотного полку. 1 листопада 1933 року переведений в люфтваффе і призначений офіцером для особливих доручень. З 1 грудня 1933 року — начальник військово-технічних шкіл ВПС і начальник штабу командувача військово-навчальних закладів люфтваффе. З 1 квітня 1935 року — вищий авіаційний командир 5, з 1 жовтня 1936 року — начальник 7-го авіаційного округу (Брауншвейг). 4 липня 1938 року з ряду авіаційних округів (в тому числі і 7-го) були сформовані 3 командування ВПС, одне з яких, 2-е, очолив Фельмі, який водночас став командувачем на Півночі.
1 лютого 1939 року на базі 2-го командування ВПС був сформований 2-й повітряний флот, який очолив Фельмі. 17 вересня 1939 року очолив особливий штаб «Англія», завданням якого була підготовка повітряних операцій проти Великобританії. Після того, як через помилку пілота кур'єр, який мав при собі план німецького наступу на Заході, потрапив до рук противника, Фельмі був усунений від командування і 12 січня 1940 року передав флот генералу авіації Альберту Кессельрінгу. 20 травня 1941 року направлений в Ірак на чолі спеціальної військової місії (особливий штаб F), щоб домогтися активізації бойових дій проти англійських військ, але успіху не досяг. З 21 червня 1941 по 11 вересня 1942 року командував силами люфтваффе на півдні Греції. З 11 вересня 1942 року — начальник командування особливого призначення «Фельмі». З 28 березня 1943 року — командир 68-го армійського корпусу. В жовтні 1944 року частини, якими командував Фельмі, були перекинуті в Югославію. З 8 грудня 1944 року — командир 34-го армійського корпусу, який діяв на Балканах. В травні 1945 року відвів війська в Трієст і Штирію, де 8 травня здався американським військам.
Після війни був заарештований і на Нюрнберзькому процесі у справі південно-східного командування 19 лютого 1948 року засуджений до 15 років ув'язнення. Потім термін був знижений до 10 років. 15 грудня 1951 року звільнений.

## Спадщина
В 2007 році були опубліковані записи Гельмута Фельмі про райхскомісаріат Кавказ «The Cossack Corps», написані в співавторстві з Вальтером Варлімонтом.
Його син Гансйорг Фельмі (1931—2007) став успішним актором, грав у фільмі «Розірвана завіса».

## Звання
- Фанен-юнкер (18 жовтня 1904)
- Лейтенант (18 серпня 1905)
- Оберлейтенант (21 січня 1913)
- Гауптман (24 грудня 1914)
- Майор (1 січня 1927)
- Оберстлейтенант (1 лютого 1931)
- Оберст (1 листопада 1933)
- Генерал-майор (1 січня 1936)
- Генерал-лейтенант (20 квітня 1937)
- Генерал авіації (4 лютого 1938)

## Нагороди
- Орден Корони (Пруссія) 4-го класу (27 березня 1913)
- Нагрудний знак військового пілота (Пруссія) (27 січня 1914)
- Залізний хрест
  - 2-го класу (22 вересня 1914)
  - 1-го класу (23 жовтня 1914)
- Нагрудний знак пілота (Османська імперія) (18 вересня 1916)
- Галліполійська зірка (Османська імперія; 28 жовтня 1916)
- Медаль «Імтияз» (Османська імперія)
  - срібна з шаблями і застібкою «Канал» (21 квітня 1917)
  - золота з шаблями
- Срібна медаль «Ліакат» з шаблями (Османська імперія; 23 липня 1917)
- Хрест «За військові заслуги» (Австро-Угорщина) 3-го класу з військовою відзнакою (10 січня 1918)
- Нагрудний знак польового пілота (Австро-Угорщина; 1 лютого 1918)
- Королівський орден дому Гогенцоллернів, лицарський хрест з мечами (25 лютого 1918)
- Ганзейський Хрест (Гамбург; 15 травня 1919)
- Пам'ятний знак пілота (Пруссія) (6 вересня 1919)
- Німецька пам'ятна медаль Світової війни
- Почесний хрест ветерана війни з мечами (17 грудня 1934)
- Медаль «За вислугу років у Вермахті» 4-го, 3-го, 2-го і 1-го класу (25 років; 2 жовтня 1936) — отримав 4 нагороди одночасно.
- Комбінований Знак Пілот-Спостерігач
- Застібка до Залізного хреста
  - 2-го класу (12 жовтня 1939)
  - 1-го класу (23 листопада 1942)
- Імперський орден Ярма та Стріл, великий хрест (Іспанія; 12 травня 1941)
- Хрест Воєнних заслуг 2-го і 1-го класу з мечами (16 грудня 1941) — отримав 2 нагороди одночасно.
- Німецький хрест в золоті (16 січня 1945)